# Stuck Together, Torn Apart
Stuck Together, Torn Apart («Влипли вместе, выбираемся порознь») — девятнадцатая серия третьего сезона мультсериала «Гриффины». Премьерный показ состоялся 31 января 2002 года на канале FOX. В России премьерный показ состоялся 22 августа 2002 года на канале Рен-ТВ.

## Сюжет
Гриффины отправляются в оптовый супермаркет, где Стьюи находит бутылку промышленного клея и пытается его съесть. Брайан останавливает его и случайно дотрагивается до руки Стьюи, в результате чего они приклеиваются друг к другу. Клей очень сильный, из-за чего Брайан со Стьюи остаются слепленными до тех пор, пока им не привозят специальный растворитель, заказанный ими.
В это время Лоис встречает своего старого друга Росса Фишмана и они отправляются в ресторан поужинать и поговорить о прошлом. У Питера всё это вызывает подозрение и он с друзьями на новом полицейском фургоне Джо отправляется шпионить за ней.
Думая, что Росс — любовник Лоис, Питер решает отомстить ей тем же и пытается найти какую-нибудь старую знакомую, чтобы тоже начать с ней встречаться. Но никого не находит и поэтому приглашает домой проститутку. Лоис это выводит из себя и они с Питером решают пойти к семейному психологу.
Сначала врач устанавливает по дому Гриффинов видеокамеры, чтобы зафиксировать их поведение. Через неделю после этого психолог просматривает все видеозаписи, но, несмотря на безумную жизнь семьи, не замечает отклонений, зато предлагает Питеру и Лоис временно разойтись и начать встречаться с другими партнёрами. Поначалу они не хотят этого, но всё-таки решаются попробовать.
Питер уходит из дома к Кливленду, но вскоре переезжает к Гольдманам. Некоторое время он не следует совету психолога и остаётся один, но вскоре Морт знакомит его со своей племянницей — Дженнифер Лав Хьюитт.
Лоис отправляется на свидание с Куагмиром, и две пары встречаются в одном и том же ресторане. Дженнифер очень нравится Питер, и она начинает целовать его при всех. Лоис впадает в ярость и затевает с ней драку, после чего понимает, почему Питер так ревновал её к Россу. Супруги вместе уходят из ресторана, а Куагмир подсаживается к Хьюитт.

## Создание[1]
Автор сценария: Марк Хентеманн
Режиссёр: Майкл Данте ДиМартино
Приглашённые знаменитости: Дженнифер Лав Хьюитт (камео).